# Anna Westerlund
Anna Åsa Olivia Westerlund (* 9. April 1989 in Pargas) ist eine finnische ehemalige Fußballspielerin. Die in Mittelfeld und Abwehr einsetzbare Spielerin stand seit 2019 bei Åland United unter Vertrag und spielte von 2008 bis 2022 für die finnische Nationalmannschaft, deren Rekordnationalspielerin sie seit dem 11. April 2021 ist.

## Karriere

### Vereine
Die Finnlandschwedin Westerlund begann ihre Karriere beim Verein Pargas IF. Ab 2006 spielte sie für den FC Honka Espoo und gewann mit diesem Verein dreimal in Folge die Meisterschaft. Für Honka spielte sie auch erstmals in der UEFA Women’s Champions League 2009/10. Mit insgesamt 1:16 Toren schieden sie aber im Sechzehntelfinale gegen den deutschen Meister und späteren Sieger 1. FFC Turbine Potsdam aus. 2010 wechselte sie über die Ostsee in die Damallsvenskan, wo sie zunächst für Umeå IK spielte und sofort Stammspielerin war. Mit Umeå schied sie im Qualifikationsturnier für die UEFA Women’s Champions League 2010/11 allerdings gegen Gastgeber Apollon Limassol aus. Nach zwei Spielzeiten wechselte sie zum Ligakonkurrenten Piteå IF, wo sie ebenfalls sofort Stammspielerin wurde, mit dem Verein aber nicht über einen Mittelfeldplatz hinauska. Von 2014 bis 2018 spielte sie dann in der norwegischen Toppserien für die Lillestrøm SK Kvinner, mit denen sie fünfmal Meister wurde. In der  UEFA Women’s Champions League erreichte sie mit den Norwegerinnen 2015/16 das Achtelfinale gegen Titelverteidiger 1. FFC Frankfurt. Nachdem beide ihre Heimspiele mit 0:2 verloren hatten, musste die Entscheidung im Elfmeterschießen gesucht werden, dass die Norwegerinnen mit 4:5 verloren. Auch in den nächsten Jahren kamen sie nie über das Achtelfinale hinaus. Erst als sie den Verein in Richtung Heimat verlassen hatte, erreichte LSK das im März 2019 ausgetragene Viertelfinale der UEFA Women’s Champions League 2018/19, schied dort dann gegen die Frauen des FC Barcelona aus. Da befand sie  sich aber schon in der Saisonvorbereitung bei Åland United. Die erste Saison auf der Insel endete auf dem vierten Platz, 2020 konnte dann die Meisterschaft errungen werden. Damit nahm sie mit ihrer Mannschaft an der Qualifikation für die UEFA Women’s Champions League 2021/22 teil, scheiterte aber im Finale des Champions-Wegs durch eine 0:1-Heimniederlage an Servette FC Chênois Féminin.

### Nationalmannschaft
2006 nahm sie zudem mit der finnischen Auswahl an der U-20-Weltmeisterschaft in Russland teil. Am 16. Januar 2008 debütierte sie gegen China in der A-Nationalmannschaft. Bei der EM-Endrunde 2009 in ihrer Heimat kam sie in zwei Gruppenspielen und beim Aus im Viertelfinale zum Einsatz. In der  Qualifikation für die WM 2011 hatte sie sieben Einsätze. Durch eine 1:3-Heimniederlage gegen Italien im vorletzten Spiel, bei der sie zur zweiten Halbzeit ausgewechselt wurde, verpassten die Finninnen die Play-offs der Gruppensieger. Erfolgreicher verlief die Qualifikation für die EM 2013, bei der sie sieben Mal eingesetzt wurde. Als Gruppensiegerinnen erreichten die Finninnen die Endrunde, bei der sie in den drei Gruppenspielen eingesetzt wurde, nach denen die EM für sie beendet war. Danach konnten sich die Finninnen erst im Februar 2021 wieder für eine Endrunde qualifizieren. Westerlund kam dabei in allen acht Qualifikationsspielen zum Einsatz, verpasste dabei keine Minute und erzielte ein Tor. Im letzten Spiel der Qualifikation stellte sie mit ihrem 130. Länderspiel den 10 Jahre alten Landesrekord von Laura Österberg Kalmari ein.
Zuvor war sie bei der Qualifikation für die EM 2017 mit ihrer Mannschaft als einziger Teilnehmer von 2013 gescheitert. Sie hatte auch da keine Minute verpasst. Auch in den dazwischen liegenden WM-Qualifikationen scheiterte sie zweimal mit ihrer Mannschaft. Dabei hatte sie in der Qualifikation für die WM 2015 zehn Einsätze, wurde nur einmal in der 84. Minute ausgewechselt worden und erzielte ein Tor. In der Qualifikation für die WM 2019 kam sie in allen acht Spielen zum Einsatz und bestritt am 26. November 2017 gegen Israel ihr 100. Länderspiel für Finnland.
Am 11. April 2021 wurde sie mit ihrem 131. Länderspiel, das gegen Österreich 2:2 endete, finnische Rekordnationalspielerin. In den ersten fünf Spielen der Qualifikation für die WM 2023 verpasste sie keine Minute, nur im sechsten Spiel saß sie nur auf der Bank. Am 9. Juni 2022 wurde sie für die EM-Endrunde nominiert. Nach drei Niederlagen schieden die Finninen aus, Westerlund konnte aber im ersten Spiel gegen Spanien das schnellste Tor bei einer EM-Endrunde mit Gruppenphase durch Linda Sällström vorbereiten.
Am 11. Dezember 2022 gab sie ihr Karriereende nach 147 Länderspielen bekannt.

## Erfolge
- Finnische Meisterin: 2006, 2007, 2008 (mit FC Honka Espoo), 2020 (mit Åland United)
- Norwegische Meisterin: 2014, 2015, 2016, 2017, 2018 (mit Lillestrøm SK Kvinner)
- Finnische Pokalsiegerin: 2019/20 (mit Åland United)
- Norwegische Pokalsiegerin: 2014, 2015, 2016, 2018